# NGC 829
NGC 829 је спирална галаксија у сазвежђу Кит која се налази на NGC листи објеката дубоког неба.
Деклинација објекта је - 7° 47' 25" а ректасцензија 2h 8m 42,2s. Привидна величина (магнитуда) објекта NGC 829 износи 13,7 а фотографска магнитуда 14,4. NGC 829 је још познат и под ознакама MCG -1-6-49, KUG 0206-080A, IRAS 02062-0801, PGC 8182.